# Troctolite

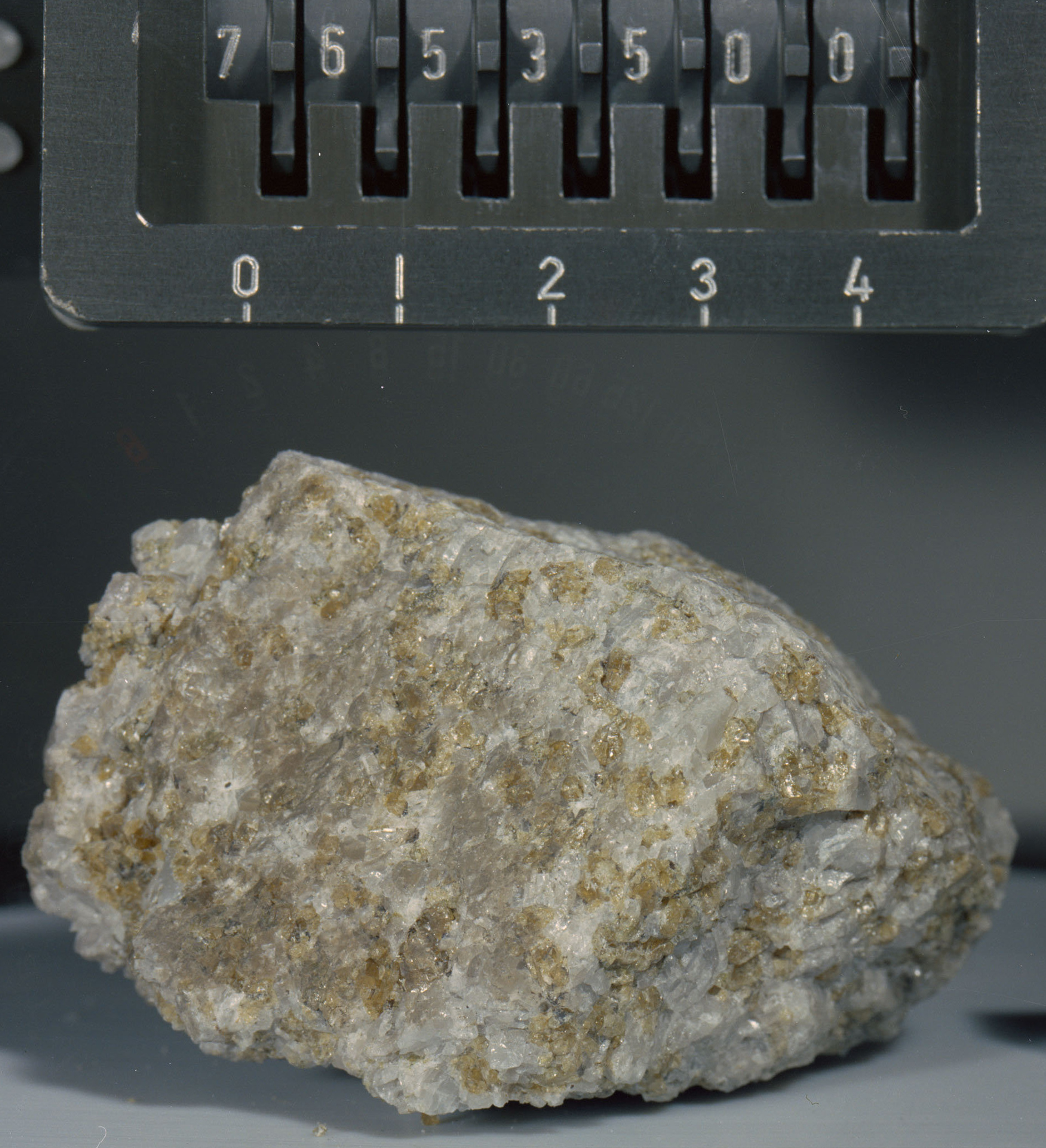
Troctolite 76535 provenant du site d'alunissage de la mission Apollo 17 (156 g).

La  troctolite est une roche magmatique plutonique et mafique qui se compose essentiellement d'olivine et de plagioclases calcique avec une faible présence de pyroxènes.